# 예시 클라버
예시 클라버(Jesse Klaver)는 네덜란드의 노동조합 운동가이자 좌파 정치인이다. 젊은 나이인 28세에 녹색좌파당의 서기장에 선출되었다. 그는 사회주의와 생태주의를 병행하며, 헤이르트 빌더르스에 가장 강력하게 반대하는 정치인중 한명이다. 이러한 행보로 영미권의 주요 언론들은 그를 네덜란드의 쥐스탱 트뤼도라는 별명으로 부르기도 한다. 그가 이끄는 녹색당은 2017년 총선에서 네덜란드 노동당을 앞서고 14석을 얻으며 제 5당이 되었다. 게다가 극우정당인 자유당의 선거 참패에 크게 일조했다는 평가를 얻으며 녹색좌파당의 지지율을 큰 폭으로 올렸다.